# Demi Lee Courtney Stokes
Demi Lee Courtney Stokes (Dudley, 12 de desembre de 1991) és una futbolista anglesa que juga al Manchester City, i a la selecció d'Anglaterra. És producte del planter del Sunderland, de la Premier League femenina anglesa.

## Biografia
Stokes es va incorporar a l'acadèmia juvenil de Sunderland quan tenia 8 anys i va començar a jugar al primer equip als 16. Va formar part de l'equip que va guanyar la FA Women's Premier League Northern Division la temporada 2008-09 i va perdre la final de la FA Women's Cup del 2009 per 2-1 davant l'Arsenal. Va acceptar una beca de quatre anys a la Universitat de South Florida el 2011.
El 2012, Stokes va jugar 13 partits amb els Vancouver Whitecaps a la W-League nord-americana.
El gener de 2015, Stokes va signar un contracte professional de tres anys amb el Manchester City.